# Museo Bellini (Firenze)
Il Museo Bellini o Galleria Luigi Bellini è un museo privato di Firenze, situato sul Lungarno Soderini, in Oltrarno.

## Descrizione

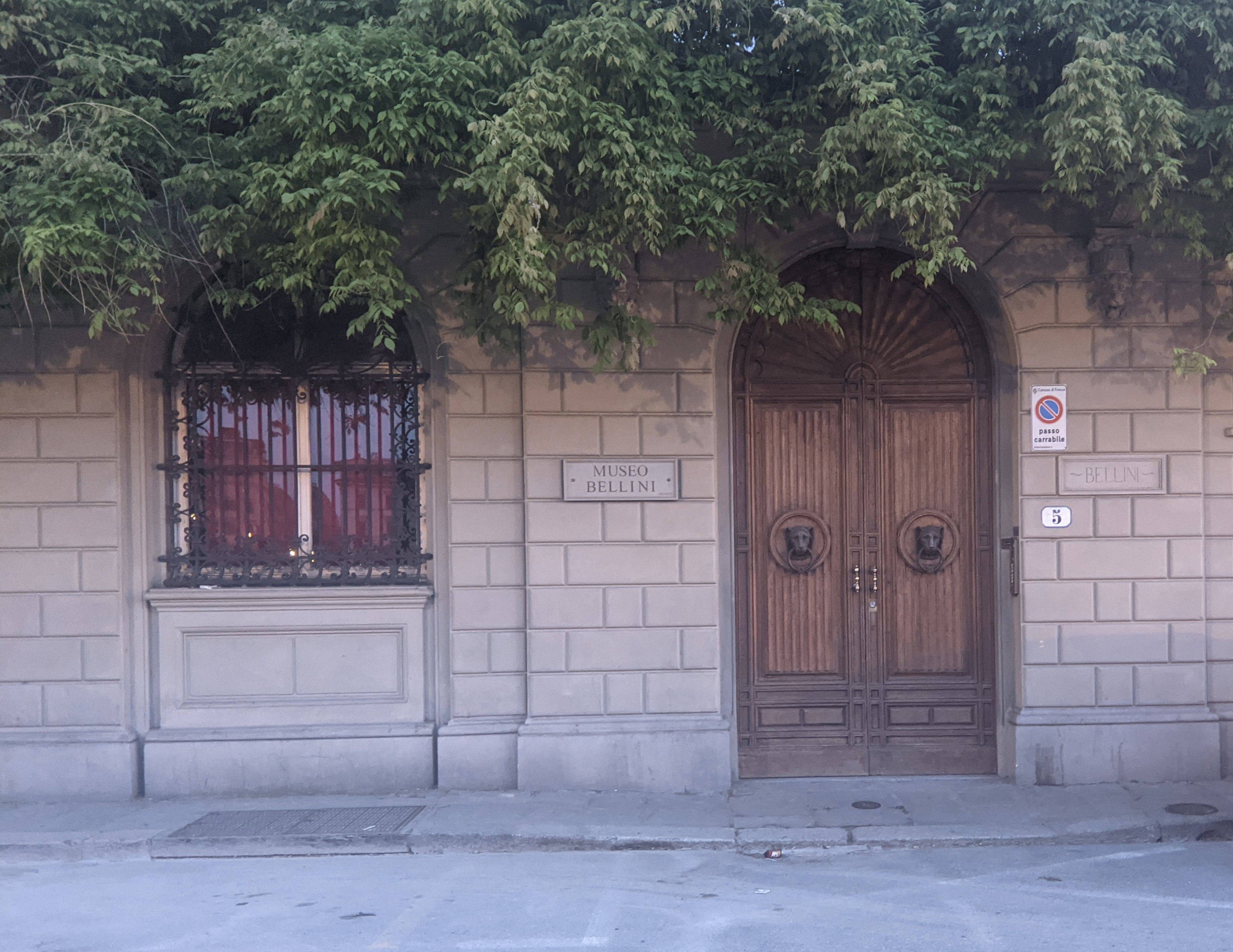
Ingresso del museo visto dal Lungarno Soderini

Si tratta della collezione di una dinastia di antiquari (operante sin dal XVIII secolo), che espone a rotazione alcuni oggetti di proprietà della famiglia, come tavole dipinte a fondo oro di epoca medievale, bronzetti, sculture lignee, maioliche e robbiane, mobilio antico. È ospitata in un edificio dei primi del Novecento, con una notevole vista sull'Arno, opera di Adolfo Coppedè.
Tra i pezzi più pregiati un affresco della scuola giottesca, una Madonna dei Della Robbia, un busto attribuito a Donatello, un ritratto di Tintoretto, un bronzetto di Giambologna, arazzi gotici e delle manifatture medicee e un armadio scolpito da Andrea Sansovino.
La galleria si occupa anche della realizzazione di mostre antiquarie e della promozione dell'arte italiana all'esterno, come con la tournée in Cina del 2005 culminata poi con l'esposizione di opere di artisti cinesi a Firenze.
È possibile anche visitare su richiesta la biblioteca della famiglia Bellini, nella quale sono custoditi manoscritti rari, monografie e riviste d'arte come il The Burlington Magazine.
Con la scomparsa di Luigi Bellini nel maggio 2021, gli eredi non hanno ancora trovato un accordo sul destino della raccolta e del museo, per cui le visite sono state sospese a data indefinita. Resta invece attivo lo spazio espositivo al piano terra in cui vengono allestite regolarmente mostre di artisti contemporanei.